# ERKE

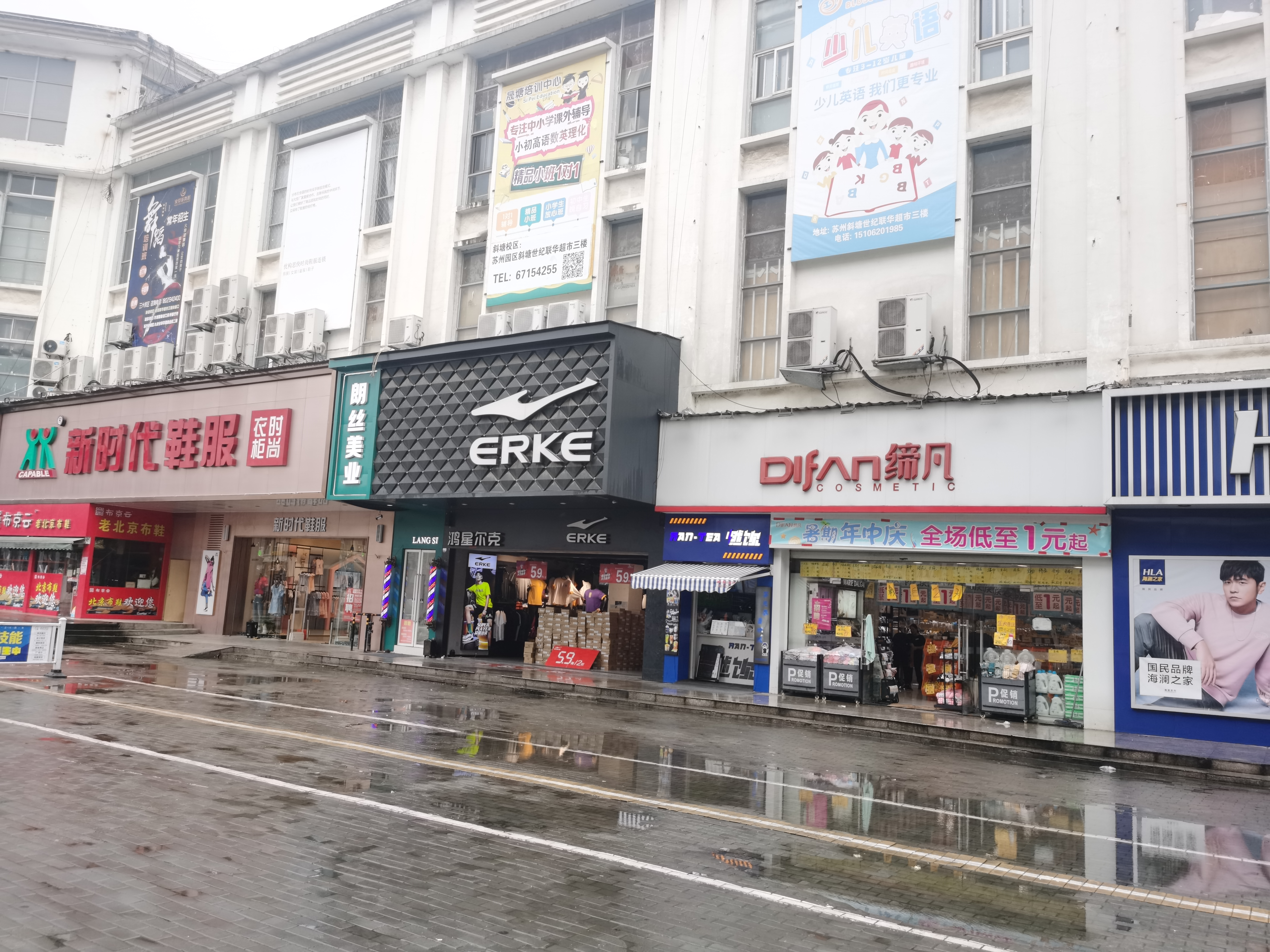
Erke-Geschäft in Shanghai, 2021

Hongxing Erke ist ein 2000 gegründeter chinesischer Sportschuhhersteller mit Sitz in Quanzhou und Teil der in Bermuda ansässigen Holding China Hongxing Sports Ltd. Unter der Marke Erke vertreibt es in mehr als 30 Ländern Sportschuhe und Sportzubehör.

## Geschichte
Fujian Hongxing Erke Sports Goods Co., Ltd. wurde im Juni 2000 von Wu Rongguang (* 1975) und seinem Bruder Wu Rongzhao gegründet. Die Brüder stammen aus einer Schuhherstellerfamilie, ihr Vater Wu Hanjie war Besitzer einer OEM-Schuhfabrik in Jinjiang. Die Familie positionierte Erke erfolgreich als „Chinas erste High-tech-Sportschuhmarke“. Von 2001 bis 2005 stieg der Unternehmensumsatz von 10 Mio. CNY auf 600 Mio. CNY. Im November 2005 erfolgte der Börsengang an der Börse in Singapur. 2007 übernahm Wu Rongguang die Position des Aufsichtsratsvorsitzenden der Holding Hongxing Sports, Wu Rongzhao wurde CEO von Hongxing Erke. 2011 kam das Unternehmen in eine wirtschaftliche Notlage, der Handel wurde vorübergehend ausgesetzt. Im August 2012 zog sich Wu Rongzhao aus Hongxing Erke vorübergehend zurück, sein Bruder übernahm wieder den Leitungsposten; 2021 war Wu Rongzhao jedoch wieder CEO. Im Oktober 2020 wurde Hongxing Erke von der Börse delistet, nachdem es in der ersten Jahreshälfte Verluste von 600.000 CNY zu verzeichnen hatte.
Im Sommer 2021 bekam Hongxing Erke viel Aufmerksamkeit, als das Unternehmen, 2003 selbst Opfer eines Hochwassers, eine Material- und Geldspende in Höhe von 50 Mio. CNY für die Opfer des Hochwassers in Henan auf Weibo ankündigte. Die Umsatzsteigerung von 280 Prozent überstieg die Lagerbestände und Logistik des Unternehmens.

## Produkte
Das Sortiment beinhaltet Sportschuhe, -bekleidung und -accessoires, seit 2003 mit dem Hauptfokus auf Tennis und Tischtennis. Die 29 Produktionsstätten für Sportschuhe haben nach unternehmenseigenen Angaben einen jährlichen Ausstoß von 22 Millionen Paar. Erke hat über 5500 Verkaufspartner weltweit und wird in mehr als 30 Ländern verkauft.

## Verbreitung
Die Hauptexportmärkte für Erke sind neben den asiatischen Märkten Mittel- und Südamerika, Osteuropa, Nahost und zunehmend Westeuropa. Neben der Erke-Markenproduktion ist die sogenannte Private Label Produktion weiter ausgebaut worden.

## Sponsoring
Neben dem Sponsoring von einzelnen Athleten und Teams sponsert Erke Turniere und Veranstaltungen, unter anderem Grand-Slam- und ATP-Turniere. Die Astronauten der Raumfahrtmission Shenzhou 6 wurden für den Flug mit Schuhen von Erke Sports ausgestattet.